# Ciwaringin (Lemahabang)
Ciwaringin is een bestuurslaag in het regentschap Karawang van de provincie West-Java, Indonesië. Ciwaringin telt 7595 inwoners (volkstelling 2010).